# Nyctemera simplex
Nyctemera simplex är en fjärilsart som beskrevs av Walker 1864. Nyctemera simplex ingår i släktet Nyctemera och familjen björnspinnare. Inga underarter finns listade i Catalogue of Life.